# Tenda jezici
Tenda jezici (privatni kod: tend), malena skupina nigersko-kongoanskih jezika, koji se govore na području Gvineje, Senegala i Gvineje Bisau. S jezičnim podskupinama nun i banyun čine širu skupinu istočnih senegalsko-gvinejskih jezika, koja je opet dio šire sjevernoatlantske skupine. 
Ova podskupina obuhvaća pet jezika, to su, viz.: u Gvineji: badyara [pbp]; u Gvineji Bisau biafada [bif]; i u Senegalu bedik [tnr] (Senegal); oniyan [bsc]; i wamey [cou].

## Vanjske poveznice
- Ethnologue (14th)
- Ethnologue (15th)